# Tatsuto Mochida
Tatsuto Mochida (jap. 持田達人 Mochida Tatsuto; * 3. April 1965) ist ein ehemaliger japanischer Judoka. 1989 wurde er Weltmeisterschaftszweiter in der Gewichtsklasse bis 78 Kilogramm.

## Sportliche Karriere
Tatsuto Mochida unterlag 1987 im Finale des Tournoi de Paris dem Deutschen Andreas Reeh. Bei den Weltmeisterschaften 1989 in Belgrad bezwang er im Viertelfinale den Polen Waldemar Legień und im Halbfinale Baschir Warajew aus der Sowjetunion. Im Finale unterlag er dem Südkoreaner Kim Byung-joo.
1990 gewann Mochida beim Tournoi de Paris, 1992 siegte er beim Jigoro Kano Cup und 1994 beim internationalen Turnier in Moskau. 1989 und 1994 gewann er bei den japanischen Meisterschaften.